# 런던 회사

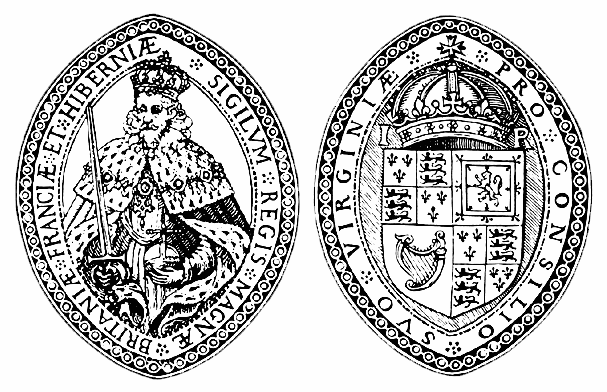
런던의 버지니아 회사의 문양

런던 회사(London Company)는 북아메리카에서 식민지 정착을 확립하기 위한 목적으로 제임스 1세의 칙허장에 의해 설립된 영국의 주식합명회사다. 회사는 사실상 왕이 설립한 작은 정부나 마찬가지였다.
1607년 5월 제임스타운의 건설을 비롯하여 버지니아 식민지의 기초를 구축하였으나, 1624년 5월 경제상태의 악화 때문에 특허장이 취소되었고 식민지는 왕령(王領)이 되었다.

## 같이 보기
- 버지니아 회사
- 존 스미스 (탐험가)